# Виртуозы Львова
Виртуозы Львова — академический камерный оркестр, создан в 1994 году во Львове.

## Художественные проекты
Оркестр стал инициатором ряда художественных проектов, среди которых «Таланты III-го тысячелетия», «Музыкальные династии Украины», «Скрипка Гварнери и Страдивари во Львове», «Новая музыка в Украине», «Где живет музыка», «Живая музыкальная квадро система» (оригинальный художественный перформанс на площади Рынок) и еще ряда украинских-польских, немецких, итальянских акций и благотворительных концертов.

## Гастрольная деятельность
За время своего существования оркестр дал более 1700 концертов , Выступал с гастролями не только на Украине, но и во многих странах мира, в том числе в Польши, Германии, Швейцарии, Словакии, Бельгии, Израиле, Колумбии, Эквадоре , Гватемале, Никарагуа, Гондурасе, Перу, Сальвадоре, Коста-Рике, Голландии, Дании, Ватикане, Италии, Чехии

## Руководители
Основателем, бессменным художественным руководителем и продюсером оркестра является заслуженный деятель искусств Украины Сергей Бурко.
Концертмейстером и руководителем оркестра является заслуженный артист Украины Владимир Дуда.
Музыкальный консультант оркестра — народный артист Украины, профессор Юрий Луцив.

## Дискография
Оркестром «Виртуозы Львова» по записи более 25-ти компакт-дисков, среди которых:
- «Антология музыки»
- «Скрипач на крыше»
- «Музыка для всех»
- «Музыка для всех II»
- «Музыка для всех III»
- «Музыка Львова» — с участием современных музыкантов: Ольги Герасименко (бандура, США), Марии Дьяченко (скрипка, Италия) и дирижер Сергея Дьяченко.
- «Антонио Вивальди. Времена года» с участием скрипача Ливиу Прунару (Швейцария).
- «Ли ты меня помнишь» — сборник популярных рок хитов тиражировалась на Украине, в США, Польше.

## Сотрудничество с музыкантами
Оркестр часто выступает с солистами (певцами, инструменталистами), с дирегентамы и композиторами многих стран мира:
- Ольга Олейник (бандура, США)
- Джозеф Пилбери (дирижер, Англия)
- Юрий Олейник (композитор, США)
- Сергей Дяченко (дирижер, Италия)
- Саулюс Сондецкис (дирижер, Литва)
- Роберт Канетти (дирижер, Израиль)
- Ежи Максимюк (дирижер, Польша)
- Чеслав Грабовский (дирижер, Польша)
- Тереса Жилиз-Гара (сопрано, Монако)
- Вадим Бродский (скрипка, Польша)
- Артур Ярон (фортепиано, Польша)
- Астрид Фрелих (флейта, Австрия)
- Лео Витошинский (гитара, Австрия)
- Николай Саченко (скрипка, Россия)
- Мария Чайковская (виолончель, Россия)
- Наталья Столярская (скрипка, Польша)
- Ливиу Прунару (скрипка, Швейцария)